# 2 Pułk Saperów
2 Mazowiecki Pułk Saperów im. gen. dyw. Tadeusza Kossakowskiego, ps. „Krystynek” (2 psap; 2 MPSap) – oddział wojsk inżynieryjnych Sił Zbrojnych Rzeczypospolitej Polskiej.

## Historia
Pułk został sformowany 1 lipca 2011 na bazie 2 Mazowieckiej Brygady Saperów w Kazuniu Nowym i decyzją nr 312/MON z 02 września 2011 przejął jej tradycje.
Od 2014 dowództwo i sztab JW 2189 stacjonuje w Nowym Dworze Mazowieckim.
Decyzją nr 186/MON Ministra Obrony Narodowej z 5 listopada 2019 patronem pułku został gen. dyw. Tadeusz Kossakowski, ps. „Krystynek”.

Insygnia
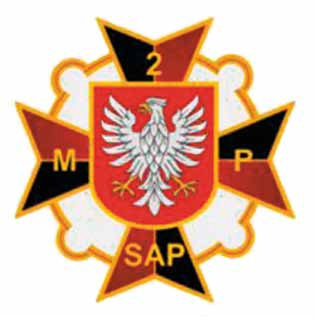
Odznaka pamiątkowa (2011)
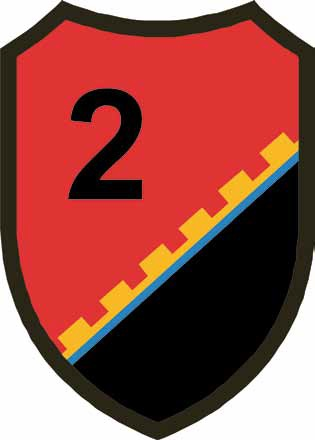
Oznaka rozpoznawcza na mundur wyjściowy (2011)
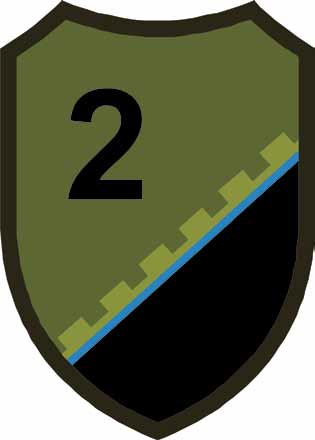
Oznaka rozpoznawcza na mundur polowy (2011)
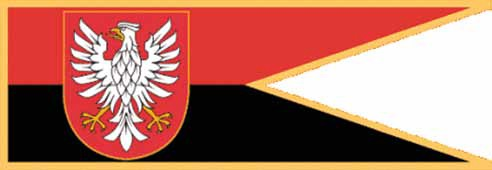
Proporczyk na beret (2011)

## Dowódcy pułku[4]
- płk Adam Przygoda  (1 lipca 2011 − 22 czerwca 2017)
- cz. p.o. ppłk Artur Gruszczyk (22 czerwca 2017 − 2 marca 2018)
- płk Robert Kamiński  (2 marca 2018 − 14 grudnia 2023)
- płk Andrzej Oleksa (14 grudnia 2023 - 28 października 2024)[5]
- płk Mariusz Łuszczyński (28 października 2024 - obecnie)[6]

## Struktura organizacyjna
- dowództwo i sztab[4] − Nowy Dwór Mazowiecki
- kompania dowodzenia − Nowy Dwór Mazowiecki
- 1 batalion inżynieryjny − Kazuń Nowy
- batalion wsparcia inżynieryjnego − Kazuń Nowy
- batalion techniczny − Kazuń Nowy
- batalion logistyczny − Kazuń Nowy
- grupa zabezpieczenia medycznego − Kazuń Nowy
- 3 Włocławski batalion drogowo-mostowy − Chełmno